# Орел кафрський
Орел кафрський (Aquila verreauxi) — хижий птах родини яструбових.

## Морфологічні особливості

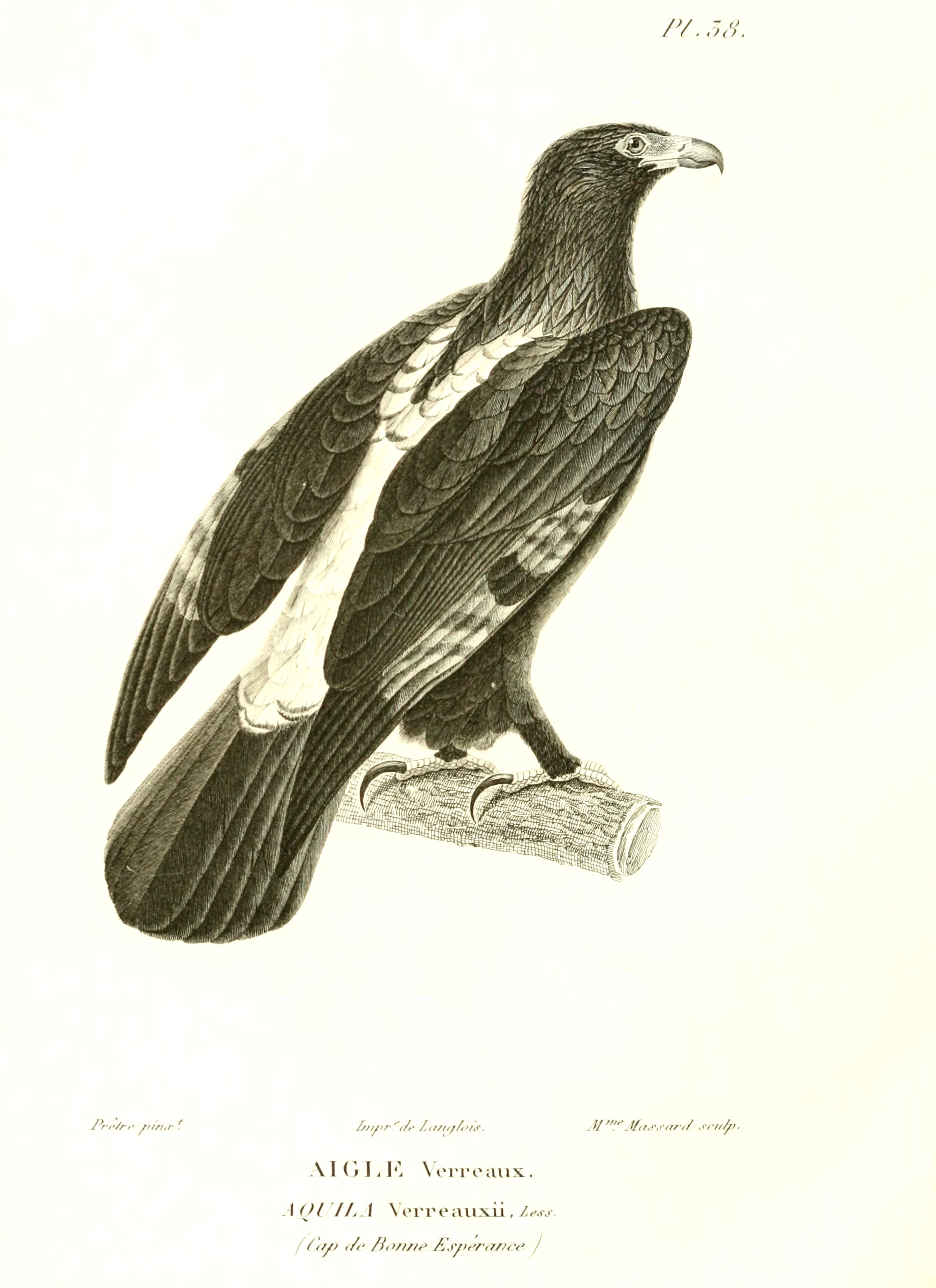
Ілюстрація

Довжина: 90 см, Розмах крила: 181–219 см, Вага: 3000-5800 гр. Оперення яскраво чорне, за винятком крупу і нижньої частини спини, котрі білі.

## Поширення
Країни проживання: Ангола, Ботсвана, Центральноафриканська Республіка, Чад, Джибуті, Єгипет, Еритрея, Ефіопія, Ізраїль, Йорданія, Кенія, Лесото, Малаві, Мозамбік, Намібія, Нігер, Оман, Саудівська Аравія, Сомалі, ПАР, Південний Судан, Судан, Есватіні, Танзанія, Уганда, Ємен, Замбія, Зімбабве. Перебуває в Африці від 30° пн.ш. до 35° пд.ш. і має висотний розподіл від рівня моря до 5000 м.

## Спосіб життя
Дорослі ведуть осілий спосіб життя поки молоді птахи не залишають гніздову територію. Вид займає віддалені гірські, скелясті області, а також савани і напівпустелі, скрізь, де даман капський зустрічається в значній кількості. Більше 60% раціону це даман капський, але іноді здобиччю є інші ссавці, птахи, черепахи і рідко інші рептилії. Пари полюють спільно.
Гніздо являє собою структуру з палиць, до 1,8 м у діаметрі, як правило, розташоване на виступі скелі або в печері, хоча також використовуються дерева і штучні споруди. Розмноження відбувається цілий рік в Східній Африці, досягаючи максимуму в травні-грудні, а з квітня по листопад від Замбії на південь, в той час як в Ефіопії та Сомалі розмноження з жовтня по травень. Розміри виводку майже завжди два, старше пташеня незмінно вбиває молодше протягом трьох днів.